# Santiago de Besteiros
Santiago de Besteiros é uma povoação portuguesa sede da Freguesia de Santiago de Besteiros do Município de Tondela, freguesia com 20,0 km² de área e 1144 habitantes (censo de 2021), tendo, por isso, uma densidade populacional de 57,2 hab./km².
Integrou até 1836 o concelho de Besteiros, entretanto extinto.
A Freguesia de Santiago de Besteiros tem as seguintes localidades: Santiago de Besteiros, Barrô, Litrela, Lourosa, Muna, Pedronhe, Portela e Portelada.

## Demografia
A população registada nos censos foi:
| Distribuição da População por Grupos Etários | Distribuição da População por Grupos Etários | Distribuição da População por Grupos Etários | Distribuição da População por Grupos Etários | Distribuição da População por Grupos Etários |
| -------------------------------------------- | -------------------------------------------- | -------------------------------------------- | -------------------------------------------- | -------------------------------------------- |
| Ano                                          | 0-14 Anos                                    | 15-24 Anos                                   | 25-64 Anos                                   | > 65 Anos                                    |
| 2001                                         | 242                                          | 212                                          | 734                                          | 285                                          |
| 2011                                         | 179                                          | 150                                          | 673                                          | 329                                          |
| 2021                                         | 95                                           | 132                                          | 588                                          | 329                                          |

## Património
- Capela de Santa Eufémia